# Torill Kove
Pour les articles homonymes, voir Kove (homonymie).
Torill Kove, née à Hamar en Norvège le 25 mai 1958, est une réalisatrice canado-norvégienne de films d’animation, exerçant au Canada. 
Elle a remporté en 2007 l’Oscar du meilleur court-métrage d'animation pour son film Le Poète danois.

## Biographie

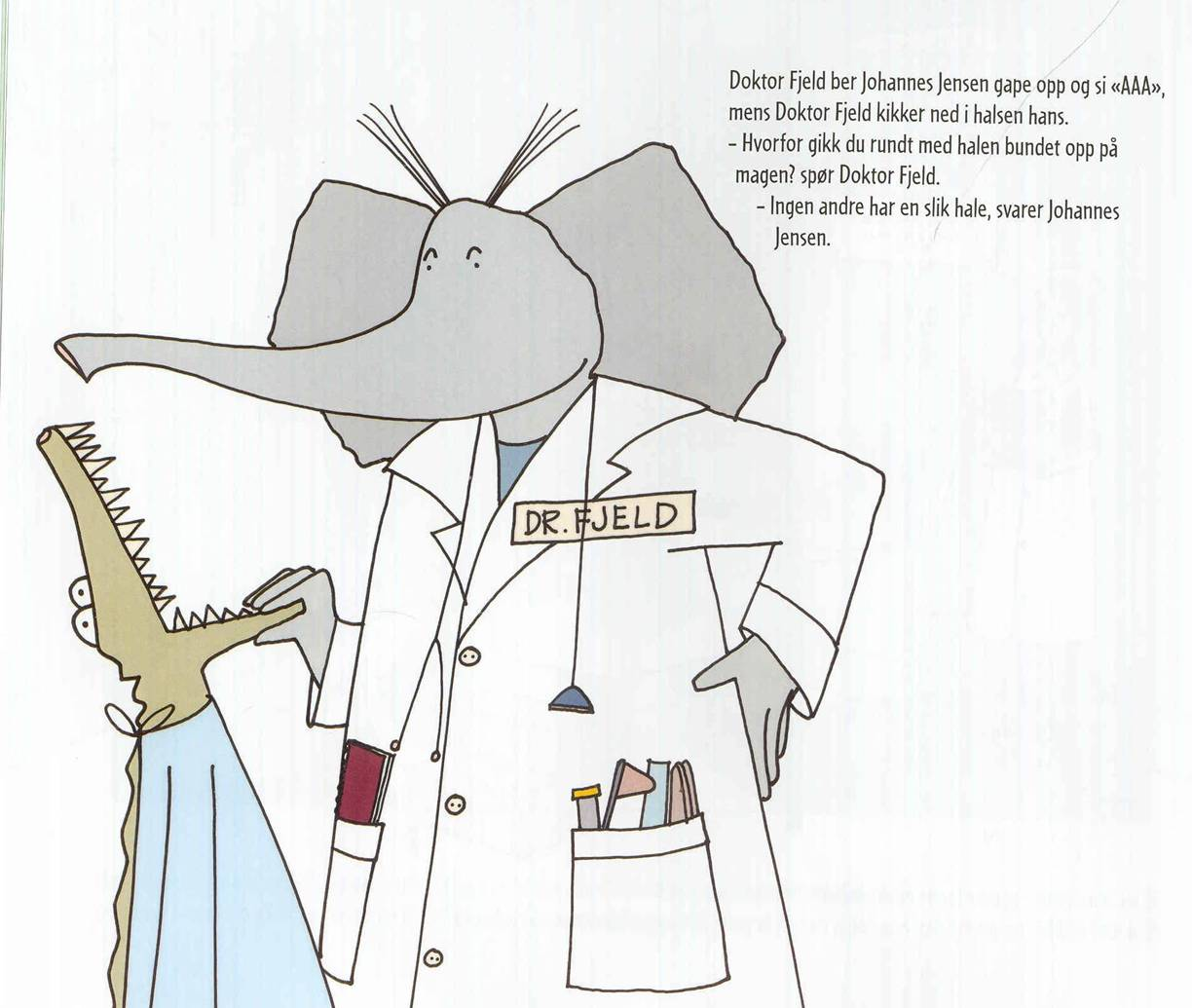
Illustration de Torill Kove pour le livre Johannes Jensen føler seg annerledes de Henrik Hovland (2003)

Née à Hamar, en Norvège, le 25 mai 1958, Torill Kove s’installe à Montréal en 1981. Après des études en animation à l’université Concordia, elle occupe divers postes dans des productions de l’Office national du film du Canada. Elle illustre également des livres pour enfants. 
Son film Ma grand-mère repassait les chemises du roi, qui a remporté plusieurs prix internationaux, s’est également mérité une nomination pour l’Oscar du meilleur court métrage d’animation en 2000. C’est avec le film The Danish Poet (Le Poète danois) qu’elle obtient cette même récompense en 2007.

## Filmographie
- 1999 : Ma grand-mère repassait les chemises du roi (My Grandmother Ironed the King's Shirts)
- 2006 : Le Poète danois
- 2013 : Hokus pokus Alfons Åberg
- 2014 : Ma Moulton et moi
- 2017 : Rubans[1]

## Récompenses
- 2007 : Oscar du meilleur court-métrage d'animation pour Le Poète danois.
- 2006 : Prix Génie du meilleur court métrage d’animation pour Le Poète danois.
- 2017 : Prix du Festival international du film d’animation d’Hiroshima pour Rubans.[2]